# Maarbarus bubalus
Maarbarus bubalus är en insektsart som beskrevs av Kirby. Maarbarus bubalus ingår i släktet Maarbarus och familjen hornstritar. Inga underarter finns listade i Catalogue of Life.